# Pierre Chenal

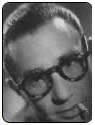
Pierre Chenal

Pierre Chenal (* 5. Dezember 1904 in Brüssel; † 23. Dezember 1990 in La Garenne-Colombes) war ein französischer Filmregisseur und Drehbuchautor.

## Leben und Wirken
Chenal war ursprünglich Journalist und wandte sich 1927 dem Film zu. Er begann mit experimentellen Kurzfilmen und inszenierte seit 1933 abendfüllende Spielfilme. 1935 realisierte er die Umsetzung von Dostojewskis Roman Schuld und Sühne.
Auch seine folgenden Werke, die um Liebe und Prostitution, Leidenschaft und Verbrechen kreisten, hatten hohe Publikumswirksamkeit. Nach der Besetzung Frankreichs floh Chenal nach Südamerika und setzte in Argentinien und Chile seine Karriere fort. Während der 1950er Jahre kehrte er nach Frankreich zurück. Mit seinen neuen Filmen, die erneut von erotischen Elementen geprägt waren, konnte er nicht mehr an frühere Erfolge anknüpfen.

## Filmografie (Auswahl)
- 1935: Schuld und Sühne (Crime et châtiment)
- 1936: Die Meuterei auf der Elsinore (Les mutinés de l'Elseneur)
- 1937: Alibi (L'alibi)
- 1938: Das Freudenmädchen von Tunis (La maison du Maltais)
- 1946: Der blinde Engel (La foire aux chimères)
- 1948: Die liebestolle Stadt (Clochemerle)
- 1957: Nacht über Paris (Rafles sur la ville)
- 1958: Die Ratten von Paris (Jeux dangereux)
- 1960: Rasputin, der Dämon von Petersburg (L'ultimo zar)
- 1963: Das übersinnliche Landhaus (L'assassin connaît la musique)
- 1970: Die Schamlosen (Les belles au bois dormantes)